# Distrito de Vila Real
El distrito de Vila Real es uno de los dieciocho distritos que, junto con Madeira y Azores, forman Portugal. Con capital en la ciudad homónima, limita al norte con Orense (España), al este con Braganza, al sur con Viseo y al oeste con Oporto y Braga.
Pertenece a la provincia tradicional de Trás-os-Montes e Alto Douro. Área: 4307,5 km² (11.º mayor distrito portugués). Población residente (2011): 206 661 habs. Densidad de población: 47,98 hab./km². 

## Subdivisiones
El distrito de Vila Real se subdivide en los siguientes 14 municipios:
- Alijó
- Boticas
- Chaves
- Mesão Frio
- Mondim de Basto
- Montalegre
- Murça
- Peso da Régua
- Ribeira de Pena
- Sabrosa
- Santa Marta de Penaguião
- Valpaços
- Vila Pouca de Aguiar
- Vila Real

En la actual división regional del país, el distrito forma parte de la Región Norte, que se divide en las subregiones del Duero, del Alto Trás-os-Montes y de Támega.